# Eugênio Domingos da Silva Carmo
Eugênio Domingos da Silva Carmo (Rio de Janeiro, 13 de setembro de 1917 – 4 de junho de 2015) foi um médico brasileiro.
Filho de José da Silva Carmo e Emília Adamo do Carmo. Graduado em medicina pela Faculdade Nacional de Medicina da Universidade do Brasil (atual Universidade Federal do Rio de Janeiro - UFRJ) em 1943.
Foi eleito membro da Academia Nacional de Medicina em 1968, ocupando a cadeira 50.
Morreu em 4 de junho d3 2015.